# アイフォー
株式会社アイフォー（英文名称：I4 Corporation）は、かつて存在した日本のソフトウェア開発企業。
坂本桂一が1982年に設立し、はがき作成ソフトウェア「筆王」などを開発・販売していたが、2002年には債務超過となり、2003年に新旧分離方式による営業譲渡を行うことで旧法人を清算した。存続した事業は、その後イーフロンティアへ吸収された。

## かつての主な製品
- はがき作成ソフトウェア「筆王」
- コンピュータ将棋ソフト「AI将棋」
- コンピュータ囲碁ソフト「AI囲碁」

- PC-8801向けソフトウェア
  - 将軍 (ソフトウエア)
  - 日本語入力システム「Katana」
  - パソコン通信ソフト「大名」

- PC-9801向けソフトウェア
  - ワープロソフト「即戦力」
  - ワープロソフト「オーロラエース」

## 沿革

### 旧アイフォー
- 1982年6月11日 コンピュータソフト制作会社株式会社サムシンググッドを設立[1]
- 1982年12月 本社を代々木に移転
- 1984年6月 本社を新宿へ移転
- 1984年12月 本社を大久保へ移転
- 1996年4月1日 株式会社アスキーのソフトウェア部門（ゲーム関連を除く）を統合し、株式会社アスキーサムシンググッドに社名を変更する
- 1996年9月 本社を目黒へ移転
- 1998年2月3日 プリペイド型電子マネー「WebMoney」を開発し、電子決済システム事業に参入を発表[2]
- 1998年4月3日 「WebMoney」のサービス開始[3][4]
- 1999年1月1日 株式会社アイフォーに社名を変更[5]
- 1999年5月10日 Web Money事業を株式会社ウェブマネーへ譲り、分社化
- 2003年6月30日 新旧分離型の法的整理を行う。
  - 株式会社マスターマインドへ、ソフトウェア開発販売事業に関する営業権を譲渡[6]
  - アイフォーから株式会社ラストサマーホールディングスに社名を変更[6]
- 2003年7月7日 ラストサマーホールディングスが保有する株式会社ウェブマネーの株式を株式会社フェイスに売却[6]
- 2003年9月10日 ラストサマーホールディングスが東京地裁に自己破産を申請（負債額は約37億5600万円）[7]

### 新アイフォー
- 1988年3月24日 設立
- 2003年6月30日 旧アイフォーより営業権を譲り受ける[6]
- 2003年6月30日 株式会社マスターマインドから株式会社アイフォーへ社名を変更する[6]
- 2003年7月1日 営業を開始[8]
- 2003年7月7日 本社を港区白金へ移転
- 2004年7月21日 イーフロンティアが買収[9]。イーフロンティアの子会社となる[10]。
- 2004年9月 本社を新宿へ移転
- 2007年3月23日  はがき作成ソフトウェア「筆王」に関する一切の権利をソースネクストへ譲渡[11]
- 2007年4月1日 イーフロンティアがアイフォーをはじめ、グループのソフト会社を吸収合併[12]。これにより消滅した。